# تشيستر ديوي
تشيستر ديوي (بالإنجليزية: Chester Dewey)‏ (و. 1784 – 1867 م) هو عالم نبات، وفيزيائي من الولايات المتحدة الأمريكية .
توفي في مدينة نيويورك ، عن عمر يناهز 83 عاماً.

## التعليم
تعلم في كلية ويليامز

## مناصب وهيئات
أدار جامعة روتشستر.